# Lista de presidentes de La Rioja
O Presidente de La Rioja é, junto ao Parlamento e Governo regionais, um dos três órgãos institucionais da Comunidade Autônoma de La Rioja (na Espanha). O Presidente dirige e coordena o governo, designa a seus conselheiros e é a mais alta representação desta comunidade autônoma.
| Nº | Nome                            | Início | Fim        | Partido |
| -- | ------------------------------- | ------ | ---------- | ------- |
| 1. | Luis Javier Rodríguez Moroy     | 1982   | 1983       | UCD     |
| 2. | Antonio Rodríguez Basulto       | 1983   | 1983       | UCD     |
| 3. | José María de Miguel Gil        | 1983   | 1987       | PSOE    |
| 4. | Joaquín Espert Pérez-Caballero  | 1987   | 1990       | AP/PP   |
| 5. | José Ignacio Pérez Sáez         | 1990   | 1995       | PSOE    |
| 6. | Pedro Sanz                      | 1995   | 2015       | PP      |
| 7. | José Ignacio Ceniceros González | 2015   | 2019       | PP      |
| 8. | Concepción Andreu Rodríguez     | 2019   | Atualidade | PSOE    |